# Franz Cumont
Franz Valéry Marie Cumont (Aalst, 3 gennaio 1868 – Woluwe-Saint-Pierre, 20 agosto 1947) è stato un filologo classico e storico belga.

## Biografia
Si laureò in filosofia e lettere nel 1887. Nel 1892 divenne professore di filologia classica a Gand, nel 1899 conservatore del Museo reale di Bruxelles. Studioso in particolare del siriaco, del sanscrito e dell'ebraico, diresse importanti scavi nell'Asia anteriore. Nel corso dei suoi studi, si dedicò soprattutto alle religioni nel mondo romano, ponendo all'attenzione le correlazioni tra il culto mitriaco mediterraneo e il mazdeismo orientale.. Nel 1936 fu insignito del Prix Francqui per le scienze umanistiche, il più prestigioso premio belga.
Tra le sue pubblicazioni spiccano: 
- Le religioni orientali nel paganesimo romano (1929)
- Testi e monumenti figurati relativi ai misteri di Mitra (1894-1901)
- Astrologia e religione tra i Greci e i Romani (1912)
- L'al di là nel paganesimo romano (1922)
- Lux perpetua (postuma del 1948)

Egli inoltre si dedicò a un progetto di raccolta e pubblicazione di tutte le opere a noi pervenute degli astrologi greci ed ellenistici, il Catalogus  Codicum  Astrologorum  Graecorum, in venti volumi, tradotti con la cooperazione di Franz Boll tra il 1898 e il 1953.

## Opere
- Lux perpetua, B. Rochette, A. Motte (eds.), Turnhout, Brepols Publishers, 2010, ISBN 978-88-8419-423-7
- Les religions orientales dans le paganisme romain, C. Bonnet, F. Van Haeperen (eds.), Turnhout, Brepols Publishers, 2010, ISBN 978-88-8419-289-9
- Lo Zodiaco, Adelphi, 2012, ISBN 978-88-459-2667-9
- Franz Cumont, La teologia solare del paganesimo romano. Il misticismo astrale nell'antichità, a cura di Luca Pergol; la Finestra Editrice, 2022, ISBN 978-8832236-25-5